# جدول موازنة القرارات
جدول موازنة القرارات (بالإنجليزية: decisional balance sheet)‏ هو طريقة مجدولة لعرض إيجابيات وسلبيات خيارات مختلفة ومساعدة الفرد في تقريره كيف يتصرف في ظروف خاصة. يُستخدم عادةً في التعامل مع تناقض (ازدواجية) الأشخاص المتورطين بسلوكيات مضرة بصحتهم (على سبيل المثال، فرط التغذية أو تعاطي المخدرات المسبب للمشاكل)، كجزء من المقاربات النفسية المعتمدة على نموذج نظرية التغيير في تغيير السلوك، وفي ظروف معينة في المقابلات الدافعية.

## استخدامه وتاريخه
يُسجّل جدول موازنة القرارات إيجابيات وسلبيات الخيارات المختلفة. يمكن أن يُستخدم في كل من القرارات التنظيمية والفردية. يقرّ جدول الموازنة بأن الأرباح والخسائر قد تكون نتائج قرارات مفردة. على سسبيل المثال، يمكن أن يُقدم في جلسة مع شخص يعاني من مشاكل في استهلاكه للكحول عن طريق طرح سؤال ما مثل: «هل باستطاعتك إخباري ماذا استفدت من شربك وبماذا قد يضرك هذا؟» ينصح المعالجون عادة باستخدام هذا النوع من العبارات بدلًا من الإيعازات الواضحة للتفكير بالجوانب السلبية للسلوك المسبب للمشاكل، لأنه يمكن للطريقة الثانية أن تتسبب بمقاومة نفسية.
يعود الاستخدام الباكر لجدول موازنة القرارات إلى بنجامين فرانكلين. وصف فرانكلين استخدامه لهذه الطريقة في رسالة إلى جوزيف بريستلي في عام 1772، فهو يُدعى الآن بطريقة بن فرانكلين. تتضمن إنشاء قائمة من الإيجابيات والسلبيات، وتقدير أهمية كل منهما، واستبعاد العناصر المتساوية بالأهمية تقريبًا من قائمتين الإيجابيات والسلبيات (أو مجموعة العناصر التي من الممكن أن تلغي بعضها البعض) حتى الوصول إلى عمود مسيطر (إيجابي أو سلبي). نبّه خبراء أنظمة دعم القرار من أجل استدلال عملي إلى أن طريقة بن فرانكلين تتناسب مع اتخاذ القرارات غير الرسمية فقط: «يكمن الضعف عند تطبيق هذه المقاربة غير المعقدة في افتقارها إلى التخيل والمعرفة الأساسية المطلوبة لإنشاء تشكيلة وتفاصيل كافيين عن الاعتبارات المتنافسة». حذر أخصائي علم النفس الاجتماعي تيموثي دي ويلسون من إمكانية استخدام طريقة بن فرانكلين في طريق تخدع الناس فيصدقوا تبريريرات كاذبة لا تعكس دوافعهم الحقيقية بدقة أو تتكهن بسلوكهم المستقبلي.
في أوراق تعود لعام 1959 وما بعده، صاغ إيرفينغ جينيس وليون مان تعبير جدول موازنة القرارات واستخدموا هذا المفهوم كطريقة للنظر إلى عملية اتخاذ القرار. أدخل جيمس أوه بروشاسكا وزملاؤه بعد ذلك مفهوم جينس ومان إلى نموذج نظرية التغيير للتغيير، والذي هو علاج نفسي تكاملي يستخدم على نطاق واسع لتسهيل تغيير السلوك. تقترح الدراسات البحثية عن نموذج نظرية التغيير أنه من أجل نجاح الأشخاص عامةً  في تغيير سلوكهم، يجب أن تفوق إيجابيات التغيير سلبياته قبل أن ينتقلوا من مرحلة التأمل إلى مرحلة القيام بالتغيير. ولذلك، يعد جدول المقارنة إجراء غير رسمي للتغيير ومعونة لهم في اتخاذهم للقرار.
ذكرت إحدى الأوراق البحثية أن المزج بين تقنيات جدول موازنة القرارات وتقنية العزم على التنفيذ كانت «أكثر فعالية في زيادة سلوك التمرين مقارنة من الضبط أو أي إستراتيجية لوحدها». وذكرت ورقة بحثية أخرى أن تدخل موازنة القرارات يمكن لها أن تدعم التزام الشخص بالتغيير عندما يكون قد تعهد فعلًا بالتغيير، ولكنه قد يقل هذا الالتزام بالتغيير إذا كان هذا الشخص متناقضًا، اقترح المؤلفون أنه يمكن لإثارة المحادثات الهادفة إلى التغيير (تقنية من المقابلات الدافعية) أن تكون أكثر تلاؤمًا من جدول موازنة القرارات عندما ينوي الطبيب المعالج مساعدة العملاء المتناقضين (الازدواجيين) لحل تناقضهم أثناء طريقهم نحو التغيير. يناقش كتاب ويليام ريتشارد ميلر وستيفن ورلينك عن المقابلات الدافعية موازنة القرارات في فصل عنوانه «الإرشاد النفسي مع الحياد» ويصف «موازنة القرارت على أنها وسيلة للعمل عندما ترغب في الاستشارة مع الحياد بدلًا من التوجه نحو هدف تغيير معين».